# Múm
Múm (pronuncia-se [muːm]) é uma banda de post-rock islandesa. Sua música é caracterizada pelos vocais delicados, efeitos eletrônicos e uma variedade de instrumentos tradicionais e inconvencionais. Eles também são conhecidos por seus remixes de Mr.Zachs mum is a product.

## História
A banda foi formada em 1997 pelos membros originais Gunnar Örn Tynes e Örvar Þóreyjarson Smárason que, no ano seguinte, se juntaram às irmãs gêmeas Gyða e Kristín Anna Valtýsdóttir. De acordo com Kristín, o nome da banda não pretendia significar alguma coisa. Em 2002, depois da primeira tour americana, Gyða deixou a banda para retornar aos seus estudos em Reykjavík (capital da Islândia). Logo após a saída de Gyða, Ásthildur Valtýsdóttir se juntou à banda como cantor e Serena Tideman ocupou o lugar de Gyða ao violoncelo, para a tour européia. O conjunto desenvolvido incluiu Ólöf Arnalds e Hildur Guðnadóttir. No começo de 2006, Kristín também deixou a banda, mesmo que não tenha anunciado oficialmente até 23 de novembro.
Apesar a saída de alguns de seus membros, Múm continua junto como um coletivo de músicos. Seu quarto álbum gravado durante 2006 foi lançado em 24 de setembro de 2007, intitulado "Go Go Smear the Poison Ivy". O álbum foi precedido por um single: "They Made Frogs Smoke 'Til They Exploded", de 27 de agosto de 2007.

## Discografia

### Álbuns
- Yesterday Was Dramatic – Today Is OK (TMT, 2000; reissue Morr Music, 2005)
- Finally We Are No One (Fat Cat Records, 2002)
- Loksins erum við engin (Smekkleysa Records, 2002)
- Summer Make Good (Fat Cat Records, 2004)
- Go Go Smear the Poison Ivy (Fat Cat Records, 2007)
- Sing Along to Songs You Don't Know (Morr Music, 2009)
- Smilewound (Morr Music, 2013)

### EPs
- The Ballad of the Broken Birdie Records (TMT, 2000)
- Dusk Log (Fat Cat Records, 2004)
- The Peel Session (Fat Cat Records, 2006) (Maida Vale 4 Studio 2002)

### Singles
- Green Grass of Tunnel (Fat Cat Records, 2002)
- Nightly Cares (Fat Cat Records, 2004)
- They Made Frogs Smoke 'Til They Exploded (Fat Cat Records, 2007)
- Marmalade Fires (Fat Cat Records, 2007)
- Prophecies And Reversed Memories (Morr Music,2009)